# أكوسوا بوسيا
أكوسوا بوسيا (بالإنجليزية: Akosua Busia) (و. 1966  م) هي ممثلة، وكاتبة سيناريو، وكاتِبة، وكاتبة أغاني، وممثلة أفلام، وروائية، ومخرجة أفلام غانية، ولدت في غانا، بدأت مشوارها المهني سنة 1979.

## التعليم
تعلمت في جامعة أوكسفورد
.

## وصلات خارجية
- أكوسوا بوسيا على موقع IMDb (الإنجليزية)
- أكوسوا بوسيا على موقع ألو سيني (الفرنسية)
- أكوسوا بوسيا على موقع ميوزك برينز (الإنجليزية)
- أكوسوا بوسيا على موقع أول موفي (الإنجليزية)
- أكوسوا بوسيا على موقع قاعدة بيانات برودواي على الإنترنت (الإنجليزية)
- أكوسوا بوسيا على موقع قاعدة بيانات الأفلام السويدية (السويدية)
- أكوسوا بوسيا على موقع ديسكوغز (الإنجليزية)
- أكوسوا بوسيا على موقع قاعدة بيانات الفيلم (الإنجليزية)
- أكوسوا بوسيا على موقع كينوبويسك (الروسية)